# گرنوت ویندفور
گِرنوت لودویگ ویندفور (به آلمانی: Gernot Ludwig Windfuhr) زادهٔ ۲ اوت ۱۹۳۸ در اِسِن آلمان، استاد بازنشستهٔ دانشکدهٔ مطالعات خاور نزدیک دانشگاه میشیگان است. او دانش‌آموختهٔ زبان‌شناسی از دانشگاه کلن (۱۹۶۲)، ایران‌شناسی و پارسی‌شناسی از دانشگاه تهران (۱۹۶۱)، و ایران‌شناسی، اسلام‌شناسی و زبان‌شناسی از دانشگاه هامبورگ (۱۹۶۵) است و دکترایش را در رشتهٔ ایران‌شناسی در سال ۱۹۶۵ از دانشگاه هامبورگ دریافت کرد.

## شغل دانشگاهی
او شغل دانشگاهی‌اش را با سمینار «زبانشناسی عمومی و هندواروپایی» در دانشگاه کیل آغاز کرد. به دنبال دعوت دانشکدهٔ مطالعات خاور نزدیک دانشگاه میشیگان از او به‌عنوان استاد مدعو، بعد از یک سال، عضویت در دانشکده را به منظور تمرکز و تحقیق و تدریس ایران‌شناسی پذیرفت. ازاین‌رو، زمینهٔ تدریس وی زبانشناسی، ادبیات و دین ایرانیان باستان، میانه و نو، و نمادین (سمبولیک) و رابطهٔ میان فرهنگ‌ها و زبان‌های آسیای مرکزی و خاور نزدیک است.
- دانشگاه کیل، گروه عمومی و زبان‌شناسی تطبیقی
  - مدیر کسب و کار رسمی به‌عنوان دستیار علمی، ۱۹۶۴–۱۹۶۶
  - معاون علمی، ۱۹۶۵–۱۹۶۶
- دانشکدهٔ مطالعات خاور نزدیک دانشگاه میشیگان
  - ۱۹۶۶–۱۹۶۷، استادیار مدعو
  - ۱۹۶۷–۱۹۶۹، استادیار
  - ۱۹۶۹–۱۹۷۳، دانشیار
  - ۱۹۷۳–۲۰۰۹، استاد
  - ۱۹۷۷–۱۹۸۷، ریاست
  - ژوئیهٔ ۲۰۰۹، استاد بازنشسته

### عضویت در هیئت ویراستاری
- ویراستار مشاور در زبان‌شناسی دانشنامهٔ ایرانیکا
- ویراستار مشاور در ژورنال بین‌المللی مطالعات ایران باستانِ نامهٔ ایران باستان، دانشگاه ایالتی کالیفرنیا در فولرتون و دانشگاه تهران
- ویراستار مشاور در ژورنال ایرانیان مطالعات زبانشناسی کاربردی، ایران، تهران
- عضو هیئت مشاوران در مجله آلمانی‌زبان برای مطالعات ایران‌شناسی (Deutschsprachige Zeitschrift für iranistische Studien)، ایران، دانشگاه اصفهان